# Report (Rai 3)
Die Sendung Report ist ein Investigativmagazin des italienischen Senders Rai und wird auf Rai 3 ausgestrahlt. Die Sendung wird seit 1994 produziert und läuft wöchentlich mit einer Wintersendepause. Moderator ist der Freelance-Journalist Sigfrido Ranucci, Regie führt Claudio Del Signore. Mitarbeiter sind Giovanna Boursier, Michele Buono, Giovanna Corsetti, Giorgio Fornoni, Sabrina Giannini, Bernardo Iovene, Giuliano Marrucci, Paolo Mondani, Piero Riccardi und Stefania Rimini. Aufgegriffen werden Themen wie Politik, Wirtschaft, Umwelt, Gesellschaft, Gesundheit und Wissenschaft, immer auf Italien und auf seine Beziehungen mit dem Ausland bezogen.

## Kritik
Unter Journalisten wird Report als Symbol für die Pressefreiheit gepriesen.
In der Regierungsperiode von Silvio Berlusconi ist die Sendung öfters ins Kreuzfeuer seiner Partei geraten. In der Sendung vom 17. Oktober 2010 mit Milena Gabanelli enthüllte Report den umfangreichen Immobilienbesitz des italienischen Premiers auf den Inseln Antigua und Barbuda, die als Steuerparadies bekannt sind. Außerdem soll Berlusconi Gelder dort ins Ausland transferiert haben. Daraufhin drohten die Anwälte des Premiers unter dem Druck des rechtsgerichteten Vorstandsvorsitzenden der RAI, Mauro Masi, mit rechtlichen Schritten gegen Gabanelli.

## Ehrungen
- Journalistenpreis "Pino Careddu 2011"
- Premio Trabucchi d'Illasi alla Passione Civile – für Milena Gabanelli und ihren Bericht
- Cetacean Conservation Star
- Slow Food On Film – Beste TV-Serie
- Internationaler Literaturpreis Mondello
- TvBlog Award 2008
- Europäischer Preis für gewählte Sendungen ASTAF
- Premio Internazionale del Documentario e del Reportage Mediterraneo 2005 – X Edizione
- Premio Internazionale "Gino Tani" per le Arti dello Spettacolo – XIII Edizione
- Premio Italiano della Musica Indipendente
- IX. Internationales TV-Festival Montenegro – "Goldene Olive"
- Hemingway-Preis
- XXXII Premio Scanno per l'Ecologia
- Silver Satellite TV News Festival 2002 (Bulgarien)
- WWF-Preis Giornata della Terra – Penne 21 Aprile 2002
- PREMIO ONDAS 2001 - Barcelona
- Banff Festival 2001 (Kanada)
- Regiepreis 2001
- Gran Prix Leonardo 2001
- Journalistenpreis Ilaria Alpi